# Hardwick (Californie)
Hardwick est une census-designated place du comté de Kings, dans l'État de Californie, aux États-Unis,. En 2020, elle compte une population de 151 habitants.